# Abdallah Lahoucine
Abdallah Lahoucine (em árabe: عبد الله الحسين; nascido em 1935) é um ex-ciclista marroquino. Lahoucine representou o Marrocos durante os Jogos Olímpicos de Verão de 1960 em Roma. Lá, ele competiu em duas provas de ciclismo de estrada.